# یانگ فانگشو

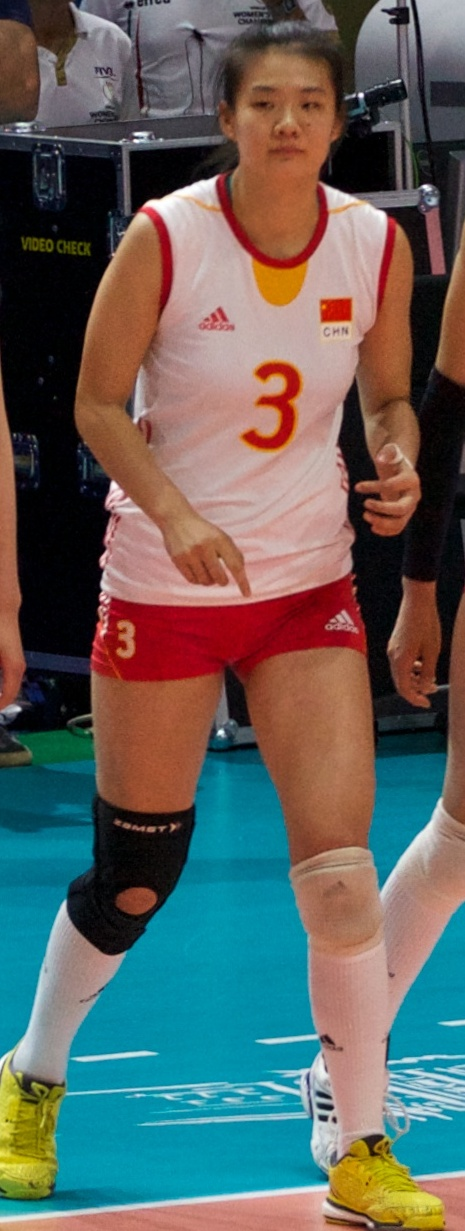
یانگ فانگشو در سال ۲۰۱۴

یانگ فانگشو (انگلیسی: Yang Fangxu؛ زادهٔ ۶ اکتبر ۱۹۹۴) بازیکن والیبال اهل چین است.
از افتخارات وی میتوان به کسب مدال طلا به همراه تیم ملی والیبال زنان چین در بازی‌های المپیک تابستانی ۲۰۱۶ اشاره کرد.